# LaSalle County (Illinois)
LaSalle County is een county in de Amerikaanse staat Illinois.
De county heeft een landoppervlakte van 2.939 km² en telt 111.509 inwoners (volkstelling 2000). De hoofdplaats is Ottawa.
De county werd genoemd naar de eerste Europese ontdekkingsreiziger die in de streek aanwezig was, René Robert Cavelier de La Salle.